# Madeleine Hogan
Madeleine Hogan (nascida em 8 de dezembro de 1988) é uma atleta paralímpica australiana.
Madeleine compete sobretudo em provas de arremesso de dardo, nas categorias F42 e F46. Conquistou a medalha de bronze nos Jogos Paralímpicos de Verão de 2008 e de 2012. Competiu no arremesso de dardo, na categoria F46, dos Jogos Paralímpicos da Rio 2016 e obteve ótimo resultado ao terminar a prova na quinta posição no geral.

## Primeiros anos
Madeleine nasceu no subúrbio de Melbourne de Ferntree Gully, situado em Dandenong Ranges, no dia 8 de dezembro de 1988, sem a metade inferior do braço esquerdo. Tem dois irmãos caçulas, Brock e Courtney. Formou-se na escola secundária de Brentwood, em Glen Waverley, Vitória e depois passou a estudar ciência do exercício e do esporte na Universidade Deakin.